# Xíling anglès
|  | Aquest article tracta sobre el xíling anglès. Vegeu-ne altres significats a «Xíling». |

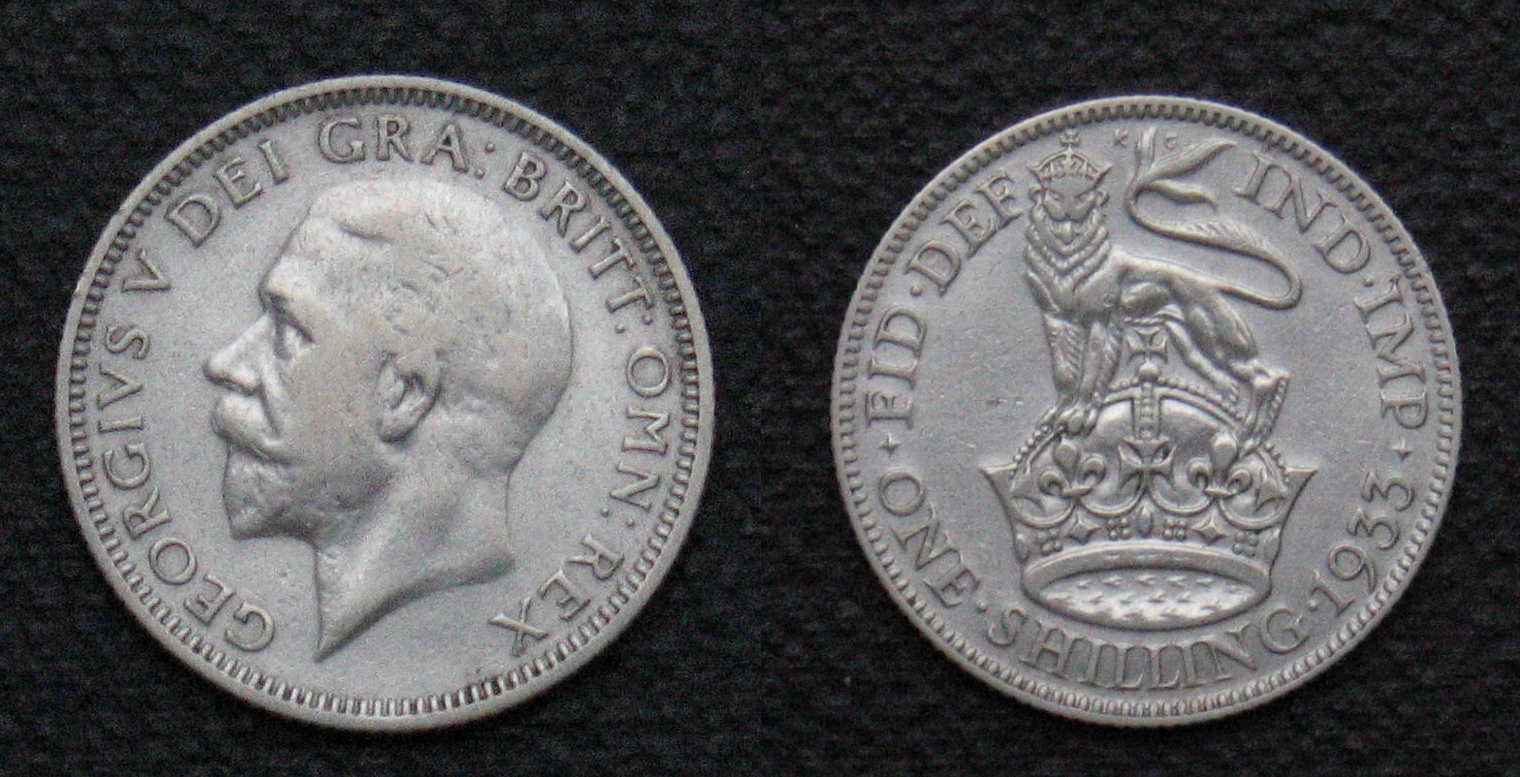
Xíling de 1933, amb l'efígie de Jordi V

El xíling (en anglès: shilling o, informalment, bob) fou una moneda anglesa usada per primera vegada el 1548 durant el regnat d'Enric VII.
Aquestes monedes angleses havien estat precedides pel groat, una moneda escocesa, utilitzada durant el regnat de Jacob III. Va ser utilitzada al Regne Unit fins a 1971. Equivalia a la vint-i-unena part d'una guinea, i posteriorment, a la vintena part d'una lliura esterlina. Un xíling constava de dotze penics.